# Samuel Lino
Samuel Dias Lino (Santo André, 23 de dezembro de 1999) é um futebolista brasileiro que atua como ponta-esquerda. Atualmente, joga no Flamengo.

## Carreira

### Início de carreira
Nascido em Santo André, mas criado em São Bernardo do Campo, em São Paulo, Lino jogou futsal por um time local antes de ingressar nas categorias de base do São Bernardo em 2016. Estreou no time principal do clube em 21 de maio de 2017, entrando como reserva no segundo tempo na vitória fora de casa por 1–0, pela Série D, sobre o Novo Hamburgo.
No dia 28 de junho de 2017, Lino acertou um empréstimo com o Flamengo até outubro de 2018, e voltou às categorias de base. Seu empréstimo foi interrompido em julho de 2018, e ele foi designado para o time titular do São Bernardo para a Copa Paulista daquele ano. No dia 25 de agosto, Samuel marcou seu primeiro gol nos profissionais, o terceiro de seu time na vitória em casa por 3–1 sobre o Santos.

### Gil Vicente
No dia 30 de junho de 2019, Lino mudou-se para Portugal e assinou pelo Gil Vicente na Primeira Liga. Em 3 de agosto, fez sua estreia no clube português na vitória por 3–2 da sobre o Desportivo das Aves pela Taça da Liga.
Lino marcou seu primeiro gol pelo time português em 2 de fevereiro de 2020, na derrota fora de casa por 5–1 contra o Moreirense. Em sua primeira temporada pelo Gil Vicente, balançou as redes quatro vezes, e posteriormente, renovou seu contrato até 2024. Na temporada seguinte, começou a jogar com mais regularidade, marcando onze gols no total.
Na temporada 2021–22, Lino marcou doze gols, ajudando o Gil Vicente a chegar à quinta posição geral, garantindo a qualificação para a Liga Conferência Europa da UEFA de 2022–23, a primeira competição europeia de sua história.

### Atlético de Madrid
Em 2022, o Atlético de Madrid desembolsou 6,5 milhões de euros para contratá-lo, sendo a venda mais cara da história do Gil Vicente. Lino assinou um contrato de cinco anos com o time espanhol.
Após sua passagem pelo Valencia, retornou ao Atlético para disputar a temporada 2023–24. Estreou na UEFA Champions League como titular no empate de 1–1 contra a Lazio. Seu primeiro gol na competição na vitória de 6 a 0 contra o Celtic, em partida na qual também fez duas assistências. Nessa temporada, foi eleito o melhor jogador do clube.

#### Empréstimo ao Valencia
Logo após assinar com o Atlético, Lino foi emprestado ao Valencia por uma temporada. Titular absoluto da equipe, marcou oito gols e três assistências em quarenta e um jogos, sendo o artilheiro do time no Campeonato Espanhol com seis gols (junto com Justin Kluivert).
Apesar da tentativa do Valencia em renovar o empréstimo do jogador e do interesse do RB Leipzig, Samuel Lino voltou ao Atlético após o fim da temporada.

### Flamengo
No dia 29 de julho de 2025, o Flamengo anunciou a contratação de Samuel Lino. Além de oferecer um salário atrativo para o atacante deixar a Europa e retornar com a família ao Brasil, o Flamengo também comprou os direitos econômicos que pertenciam ao Atlético de Madrid. O clube avaliou o tamanho do investimento e fez a contratação mais cara de sua história. O Rubro-Negro desembolsou cerca de 22 milhões de euros (R$ 143 milhões) mais bônus por metas. Lino assinou contrato até 2029 e assumiu a camisa 16 no clube carioca.

## Títulos
Flamengo
- Copa São Paulo de Futebol Júnior: 2018[2]

### Prêmios individuais
- Jugador Cinco Estrellas: 2024[18]